# Красне (Подільський район)
Кра́сне (раніше Вільгемсфельд) — село Долинської сільської громади у Подільського району Одеської області. Населення становить 97 осіб.

## Населення
Згідно з переписом 1989 року населення села становило 102 особи, з яких 47 чоловіків та 55 жінок.
За переписом населення 2001 року в селі мешкало 97 осіб.

### Мова
Розподіл населення за рідною мовою за даними перепису 2001 року:
| Мова       | Відсоток |
| ---------- | -------- |
| українська | 90,72 %  |
| румунська  | 8,25 %   |
| російська  | 1,03 %   |